# Comité national olympique et sportif du Mali
Le Comité national olympique et sportif du Mali (CNOSM) est le comité national olympique du Mali, fondé en 1962 et reconnu l'année suivante par le CIO.

## Présidents
Les présidents du CNOSM sont : 
- 1962-1977 : Henry Corenthin
- 1977-1999 : Lamine Keïta
- 1999-2000 : Alioune Badara Diouf
- depuis 2000 : Habib Sissoko.